# Francisco Ferrer
Francisco Ferrer i Guardia, född 14 januari 1859 i Alella, död 13 oktober 1909 i Barcelona, var en spansk anarkist och utbildningsreformator.
Ferrer växte upp på en bondgård och jobbade efter det som konduktör. År 1885 gick han i landsflykt med sin familj till Paris. Där började han utforska anarkism och utbildningsfrågor.
När Ferrer återvände till Spanien 1901 grundade han en skola, Escuela Moderna, som erbjöd en sekulär, frihetlig läroplan som ett alternativ till den religiösa och dogmatiska läroplan vanlig i spanska skolor. Ferrer ansåg att barn borde ha frihet istället för regler och disciplin. Skolan undvek straff, belöningar och tentor och uppmuntrade till praktiskt lärande hellre än akademiska studier. På skolan trycktes också radikal litteratur.
Skolan fick efterföljare, och snart fanns 120 liknande skolor över hela Spanien.
Den snabba spridningen av nya skolor oroade den spanska kyrkan och staten, som betraktade skolorna som baser för upprorisk verksamhet. År 1909 arresterades Ferrer för uppvigling, och dömdes till döden. Han avrättades genom arkebusering den 13 oktober 1909, vilket gav honom martyrstatus. Det bidrog till en internationell rörelse av radikaler och liberaler, som etablerade nya skolor enligt Ferrers modell.